# Islam in Kosovo

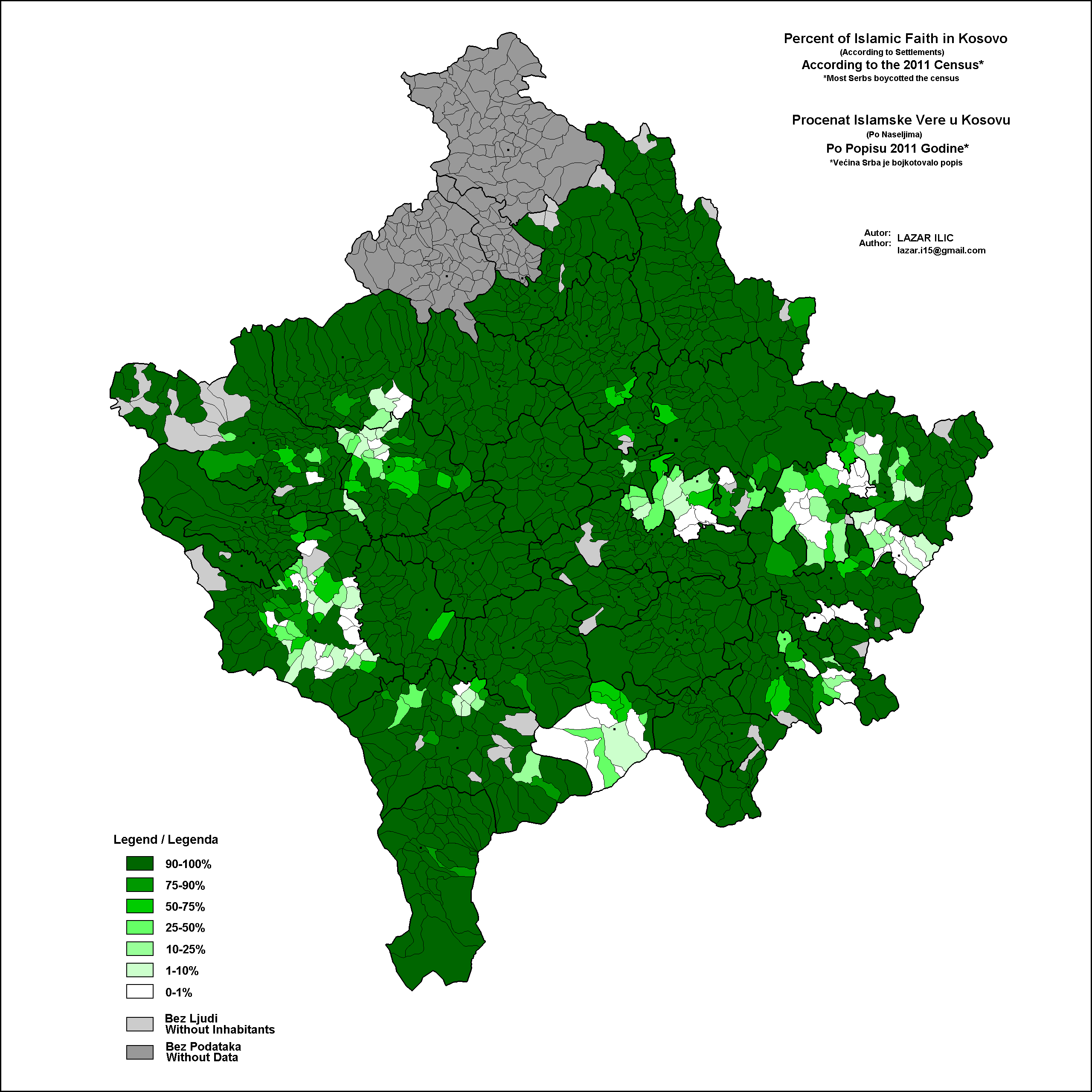
Kaart met percentage moslims in Kosovo, 2011

De islam in Kosovo is de meerderheidsreligie van het land en heeft een lange traditie die teruggaat tot de Ottomaanse verovering van de Balkan. Volgens de volkstelling is 95,6% van de bevolking van Kosovo moslim, waarvan de meesten etnische Albanezen zijn, die ongeveer 90% van de bevolking vormen. De Slavische minderheden, de Bosniakken en Gorani zijn ook overwegend moslim, eveneens als de Turkse en Roma-gemeenschap.
Vóór de Slag om Kosovo in 1389 was de hele Balkanregio gekerstend door zowel het Latijnse West-Romeinse Rijk als het Griekse Oost-Romeinse Rijk. Van 1389 tot 1912 werd Kosovo officieel bestuurd door het islamitische Ottomaanse Rijk en vond er een hoge mate van islamisering plaats onder katholieke en christelijk-orthodoxe Albanezen. Zowel christelijke als islamitische Albanezen trouwden met elkaar en sommigen leefden als "Laramans", ook bekend als cryptochristenen.
In de periode na de Tweede Wereldoorlog werd Kosovo geregeerd door seculiere socialistische autoriteiten in de Socialistische Federale Republiek Joegoslavië (SFRY). In die periode werden Kosovaren steeds meer geseculariseerd. Na het einde van de communistische periode beleefde religie een opleving in Kosovo.
De meeste moslims in Kosovo zijn soennitische moslims die de hanafitische rechtsschool volgen.